# Сара Оклър
Сара Оклър (на английски: Sarah Ockler) е американска писателка на бестселъри в жанра съвременен юношески любовен роман.

## Биография и творчество
Сара Оклър е родена през 1975 г. в Бъфало, Ню Йорк, САЩ. Чете много и насърчавана от родителите си публикува първия си разказ в училищния вестник. Завършва Нюйоркския университет с бакалавърска степен по журналистика. През 2003 г. се мести със семейството си в Денвър, където учи творческо писане в Писателската работилница Лайтхаус.
Първият ѝ роман „Едно лято с 20 момчета“ е публикуван през 2009 г.
Получава за произведенията си различни награди за юношеска литература.
Сара Оклър живее със семейството си в Ню Йорк.

## Произведения

### Самостоятелни романи
- Twenty Boy Summer (2009)
Едно лято с 20 момчета, изд.: ИК „Пан“, Варна (2010), прев.
- Fixing Delilah (2010)
Къщата на тайните, изд.: ИК „Пан“, Варна (2012), прев. Корнелия Лозанова
- Bittersweet (2012)
Танцът на невъзможните мечти, изд.: ИК „Пан“, Варна (2014), прев. Корнелия Лозанова
- The Book of Broken Hearts (2013)
- #scandal (2014)
#Скандал, изд.: ИК „Пан“, Варна (2016), прев. Корнелия Лозанова
- The Summer of Chasing Mermaids (2015)